# Alain Bettagno
Alain Bettagno (Luik, 9 november 1968) is een Belgische voetbalcoach en voormalig voetballer. Hij speelde voor onder meer Club Brugge en Standard Luik. Bettagno kwam twee keer uit voor de nationale ploeg.

## Spelerscarrière

### RFC Seraing
Alain Bettagno debuteerde midden jaren 80 in het eerste elftal van RFC Seraing. De jonge, rechtermiddenvelder groeide in het team van trainer Robert Xhaard uit tot een vaste waarde. Seraing speelde in die dagen in Tweede Klasse, waar Bettagno een van de revelaties werd. Hij kreeg verscheidene aanbiedingen en tekende uiteindelijk een driejarig contract bij Club Brugge.

### Club Brugge
In de zomer van 1988 streek de rechtervleugelspeler neer in Brugge. De Nederlander Henk Houwaart was er in die dagen hoofdcoach. De nog maar 19-jarige Bettagno kreeg niet veel speelkansen en zag hoe de trainer de voorkeur gaf aan Yves Audoor. In de Europacup I-wedstrijd tegen Brøndby IF mocht Bettagno met nog 10 minuten op de klok invallen voor Dimitri M'Buyu. Niet veel later scoorde hij het enige doelpunt van de wedstrijd. Een belangrijk doelpunt, zo bleek achteraf, want zonder had blauw-zwart zich niet kunnen plaatsen voor de volgende ronde, waarin Club Brugge door AS Monaco zou uitgeschakeld worden.
Het leeuwendeel van het seizoen miste Bettagno door een knieblessure. Hij trainde mee met het beloftenelftal en belandde al gauw op een zijspoor in Brugge. Na één seizoen hield hij het voor bekeken.

### Standard Luik
Standard Luik trok Bettagno aan voor een grote som geld. Onder trainer Georg Kessler kon hij zich geleidelijk aan bewijzen. De technisch sterke Bettagno werd op de rechterflank een vaste waarde en vormde een sterke tandem met rechtsachter Régis Genaux. Maar hij was ook een frêle voetballer met een houterige loopstijl, die zich bovendien makkelijk blesseerde. Zo kwam hij tijdens het seizoen 1993/94 amper aan de bak.
Standard beschikte in die periode over een sterk elftal met namen als Marc Wilmots, Michaël Goossens en Philippe Leonard. In 1993 en 1994 grepen de Rouches dan ook twee keer net naast de landstitel. De eindoverwinning in de Beker van België in 1993 was een kleine troost. Bettagno zelf kwam in de finale van de Beker niet in actie.
In 1996 ging Bettagno's ex-club Seraing op in Standard Luik. Verscheidene spelers van Seraing vonden onderdak bij de Rouches, anderen mochten vertrekken. Heel wat spelers zochten andere oorden op, waaronder ook Bettagno, Wilmots en Leonard.

### FC Linz en FC Gueugnon
Na zeven seizoen voor Standard zocht Bettagno het buitenland op. De middenvelder tekende een contract bij het Oostenrijkse FC Linz. Maar veel potten brak hij er niet. Hij kwam 12 keer in actie en was goed voor een doelpunt. De club werd voorlaatste en ontsnapte net aan de degradatie. Na één seizoen mocht hij opnieuw vertrekken.
De rechtermiddenvelder kwam terecht bij de Franse tweedeklasser FC Gueugnon. Daar bleef hij twee seizoenen. In zijn eerste seizoen speelde hij regelmatig niet, maar een jaar later werd hij een vaste waarde in het Franse elftal. De club vertoefde in de middenmoot van het klassement en maakte geen kans op een promotie naar de hoogste afdeling.

### La Louvière en Club Luik
Het buitenlandse avontuur zat er na drie jaar op. In 1999 keerde Bettagno terug naar België. De Waalse voetballer verhuisde naar het La Louvière van het trainer Marc Grosjean. De Henegouwse club speelde dat jaar in Tweede Klasse. Antwerp FC speelde kampioen, maar La Louvière wist via de eindronde de promotie naar Eerste Klasse af te dwingen. De toen 31-jarige Bettagno bleef echter in Tweede Klasse. Hij tekende in juli 2000 een contract voor twee jaar bij Club Luik.
Club Luik was na Seraing en Standard al zijn derde club uit de regio Luik. Het was de geschikte plek om zijn professionele carrière af te sluiten. In de loop van het seizoen werd hij terug verenigd met coach Grosjean. Bettagno, die nog steeds met veel blessures kampte, was in Luik een ploegmaat van onder meer de nog jonge Luigi Pieroni. In het seizoen 2001/02 was hij ook nog actief bij vierdeklasser RCS Verviétois.

## Nationale ploeg
Tussen 1992 en 1995 werd de toenmalige speler van Standard Luik door bondscoach Paul Van Himst drie keer opgeroepen voor de Rode Duivels. In totaal kwam Alain Bettagno twee keer in actie voor de nationale ploeg.
Op 17 december 1994 maakte Bettagno zijn debuut in de EK-kwalificatiewedstrijd tegen Spanje. Hij startte in de basis, maar werd aan de rust vervangen door Gert Verheyen.
Een jaar later speelde Bettagno zijn tweede en laatste interland. Het ging om een vriendschappelijke wedstrijd tegen Duitsland. Bettagno mocht net als enkele andere spelers van Standard aan de wedstrijd beginnen. Hij vormde 90 minuten lang op de rechterflank een tandem met Standard-ploegmaat Régis Genaux.